# Bubblebath
Bubblebath — дебютный мини-альбом (EP) американской певицы и YouTube-персоны Поппи, изданный под псевдонимом That Poppy. Он был выпущен в цифровом формате 12 февраля 2016 года лейблом Island Records как её первый и единственный релиз на этом лейбле. Он предшествовал на год и восемь месяцев выходу дебютного студийного альбома Поппи, Poppy.Computer, 6 октября 2017 года после подписания контракта с Mad Decent.

## Композиции
Bubblebath имеет поп-звучание, но в то же время включает в себя элементы ска-попа и панка. Трек открывается песней «Lowlife», регги, которая служит её первым синглом. «Money» и «Altar» описаны как «ретро-бэнгеры». «American Kids» лирически рассказывает о стереотипах миллениалов. Popular TV описал песню как "противоположность «новой американе» Холзи, но «такую же гимническую». Поппи утверждает, что название EP происходит от идеи, что мир «грязный» и ему не помешала бы пузырьковая ванна.

## Отзывы критиков
Тайлер Петерсон из UQMUSIC дал положительную рецензию на EP, назвав его «маленькой коллекцией некоторых главных шедевров миллениалов». Далее он написал: «Пылающая в полную силу своей личностью в стиле Electra-Heart-meets-Princess-Peach, That Poppy демонстрирует серьёзную стойкость своей преданной визуальной и звуковой эстетики».

## Синглы
Песня «Lowlife» была выпущена в качестве сингла 24 июля 2015 года. PopularTV описал этот трек как тот, который «заставит вас захотеть достать свои старые клетчатые Vans и потусоваться со скейтерами». " Позже она была включена в сборник Now That's What I Call Music! 58 в США, а версия трека с участием рэпера Трэвиса Миллса была выпущена на Island Records в апреле 2016 года и получила эфир на BBC Radio. Музыкальное видео на песню было выпущено в июле 2015 года, премьера состоялась на Teen Vogue. В сентябре 2016 года «Lowlife» была номинирована на премию Tiger Beat «19 Under 19» в категории «Самая влиятельная песня».
В июле 2016 года Поппи сняла клип на песню «Money», который выдержан в тоне, схожем с её видео на YouTube. Песня «Money» была использована в первом эпизоде второго сезона телесериала «Крик» под названием «Я знаю, что вы делали прошлым летом», а также использовалась в видеоигре The Sims 4, на радиостанции «Tween Pop» для каталога Kids Room Stuff. «Money» стала часто исполняемой песней на бис в туре Poppy.Computer Tour.
Оба сингла были исполнены Поппи во время Bubblebath Tour и Poppy.Computer Tour.

## Список композиций
Сведения взяты из iTunes Store.
| №                   | Название            | Автор(ы)                                      | Продюсер(ы)         | Длительность |
| ------------------- | ------------------- | --------------------------------------------- | ------------------- | ------------ |
| 1.                  | «Lowlife»           | Морайа Перейра Нолан Ламброза Саймон Уилкокс  | Сэр Нолан           | 3:26         |
| 2.                  | «Money»             | Перейра Уилкокс Том Шлейтер Кори Микстер      | Томми Инглиш        | 3:10         |
| 3.                  | «Altar»             | Перейра Уилклкс Ламброза Брюс Вайн Том Пейтон | Сэр Нолан           | 2:40         |
| 4.                  | «American Kids»     | Перейра Микстер Тим Пагнотта Тайлер Гленн     | Пагнотта Гленн      | 3:31         |
| Общая длительность: | Общая длительность: | Общая длительность:                           | Общая длительность: | 12:47        |